# Daniela Sruoga
Daniela Sruoga (n. el 21 de setembre de 1987 a Buenos Aires) és una jugadora argentina d'hoquei sobre gespa. Juga com a volant i actualment s'exerceix al Club de Gimnàstica i Esgrima de Buenos Aires. Becada per la Secretaria d'Esports de la Nació.

## Trajectòria
Daniela va començar a jugar a l'hoquei als cinc anys en el Club Gimnàstica i Esgrima de Buenos Aires, al costat de les seves germanes Agustina, Eugenia i Josefina, aquesta última també jugadora de la Selecció argentina. Va debutar en Les Lleones en el 2009, quan va disputar la Copa Panamericana, el seu primer torneig internacional. En 2010 va ser nominada per la FIH al premi de Millor Jugadora Jove del Món, any en el qual va guanyar el seu segon Champions Trophy (el primer en 2009) i el Campionat Mundial.
El 2012, va ser part de l'equip que va obtenir la medalla de plata en els Jocs Olímpics i el tercer títol en el Champions Trophy.
El 2014, va obtenir el tercer lloc al Campionat Mundial disputat a la Haia, Països Baixos.

## Vida personal
Estudia la carrera de Sociologia en la Universitat de Buenos Aires. Va cursar els seus estudis primaris i secundaris en el col·legi Canada School.

## Títols
- 2008 - Medalla de bronze en el Panamericà Junior (Mèxic, D.F., Mèxic)
- 2009 - Medalla d'or en la Copa Panamericana (Hamilton, Bermudes)
- 2009 - Medalla d'or en el Champions Trophy (Sydney, Austràlia)
- 2010 - Medalla d'or en el Champions Trophy (Nottingham, Anglaterra)
- 2010 - Medalla d'or en el Campionat Mundial (Rosario, Argentina)
- 2011 - Medalla de plata en el Champions Trophy (Amsterdam, Països Baixos)
- 2011 - Medalla de plata en els Jocs Panamericanos (Guadalajara, Mèxic)
- 2012 - Medalla d'or en el Champions Trophy (Rosario, Argentina)
- 2012 - Medalla de plata en els Jocs Olímpics (Londres, Anglaterra)
- 2013 - Medalla d'or en la Copa Panamericana (Ciutat de Mendoza, Argentina)
- 2014 - Medalla de bronze en el Campionat Mundial (la Haia, Països Baixos)